# Tagsatzung

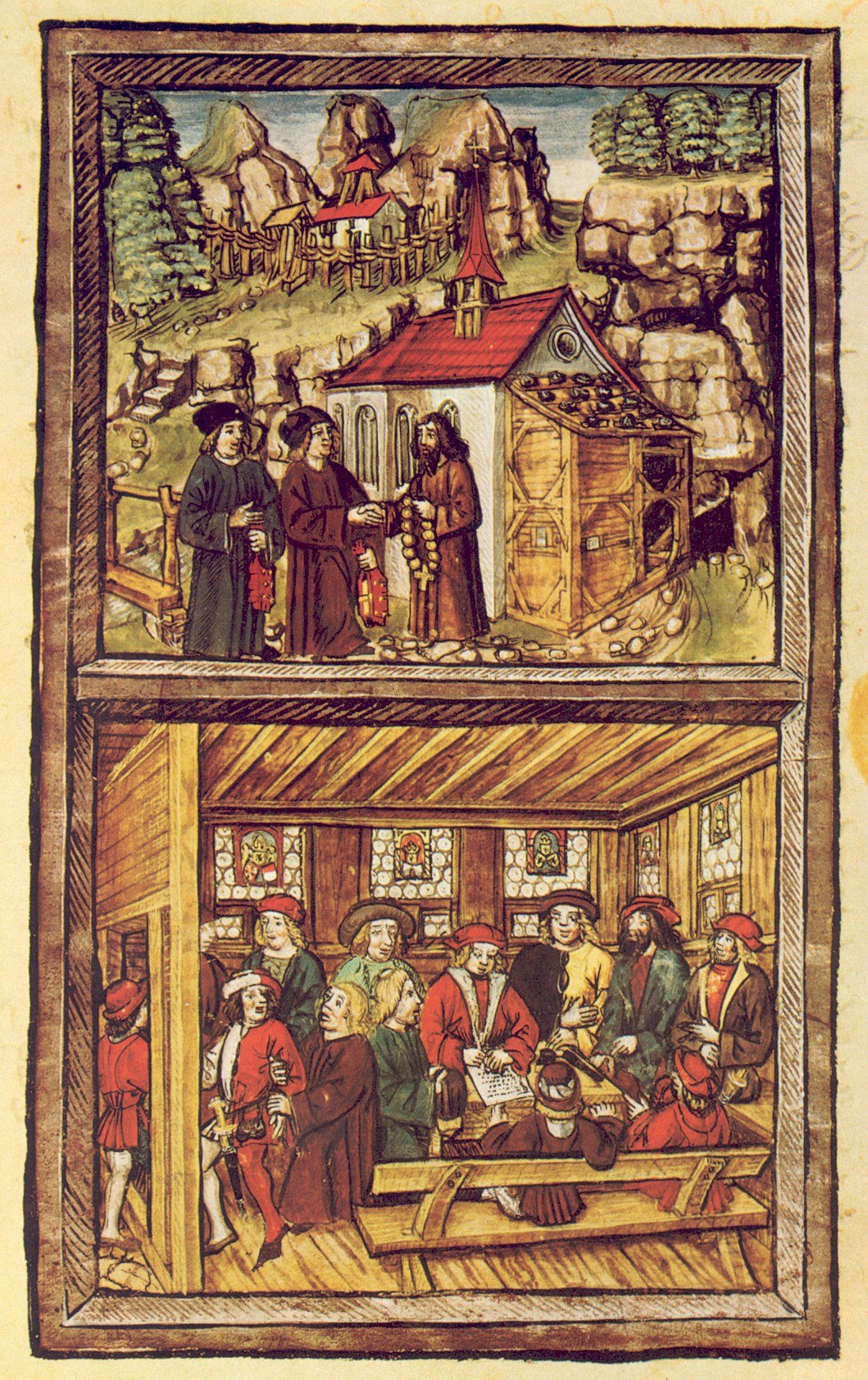
Obrady w Stans z 1481 na Miniaturze z 1513

Obrady ostatniego Tagsatzung w 1847

Tagsatzung (niem. Eidgenössische Tagsatzung, fra. Diete Federale, wło. Dieta Federale, rmn. Dieta Federal) – parlament Konfederacji Szwajcarskiej od końca XIV w. do 1848. Stanowił najwyższy związkowy organ władzy ustawodawczej oraz dysponował kompetencjami władzy wykonawczej. Tagsatzung pozostał jednak mocno ograniczony na skutek znacznej autonomii poszczególnych kantonów.

## Historia
Za pierwsze posiedzenie przedstawicieli w Tagsatzung można uznać spotkanie przedstawicieli tzw. kantonów leśnych: Unterwalden, Schwyz i Uri w 1291 i podpisanie przez nich Aktu Konfederacji Szwajcarskiej prawdopodobnie w Beckenried. Formalnie jednak stałe obrady reprezentantów konfederacji rozpoczęły się od 1315 i zbierały nieprzerwanie przez czterysta osiemdziesiąt dwa lata. W tym czasie zgromadzenie rosło, gdyż każdy nowy kanton wysyłał swoich przedstawicieli. Dopiero w roku 1798 Tagsatzung nie zebrał się z powodu inwazji wojsk francuskich. Wznowienie posiedzeń zgromadzenia nastąpiło od 1803 w ramach umowy z Napoleonem I. Posłowie w 1848 opracowali nową, postępową konstytucję. Od tej pory delegaci kantonów zasiadali w Radzie Kantonów (po 2 z każdego kantonu i po 1 z każdego półkantonu), będącej izbą Zgromadzenia Federalnego. Stąd też za de facto ostatni Tagsatzung uznaje się ten, który odbył się w 1847.

## Miejsce i czas obrad
Delegaci do parlamentu nie mieli stałej siedziby i posiedzenia zwoływano w wielu miastach. Szczególną popularnością cieszyło się Baden w Argowii, gdzie korzystano z gorących źródeł. Do ważniejszych miast-gospodarzy należały także m.in.: Berno, Locarno, Lucerna, Sankt Gallen i Zurych. Szczególnie ważne decyzje (np. o wojnie) podejmowano jednak zawsze w Baden. Od 1712 Tagsatzung zbierał się naprzemiennie w Baden i Frauenfeld w Turgowii. A pomiędzy 1742 i 1797 ciągle w tym ostatnim. 
Początkowo, także daty obrad były przypadkowe. Dopiero w XV w. przyjęto konkretne terminy. Od 1424 rozpoczynano obrady zwyczajne w środę po święcie Zesłania Ducha Świętego. Od 1462 otwarcie zgromadzenia następowało w drugą niedzielę po święcie Bożego Ciała (31 maja – 4 lipca). W 1587 przesunięto termin na niedzielę po święcie urodzin Jana Chrzciciela (24 czerwca). Ostatecznie zaś od roku 1712 na datę rozpoczęcia obrad wyznaczono poniedziałek po dniu świętych Apostołów Piotra i Pawła (29 czerwca).
Obrady trwały maksymalnie trzy tygodnie.